# Spunta la Luna dal monte e i grandi successi
Spunta la Luna dal monte e i grandi successi è una raccolta del cantautore italiano Pierangelo Bertoli, pubblicata nel 1991.

## Descrizione
Si tratta di una raccolta che comprende una canzone inedita (Spunta la Luna dal monte), alcuni brani estratti dall'album Oracoli uscito l'anno precedente (Acqua limpida, Sabato, Dal vero), un pezzo pubblicato esclusivamente su 45 giri (Canto di vittoria) e le celebri Pescatore, Certi momenti, I miei pensieri sono tutti lì, A muso duro e Eppure soffia (queste ultime due in versione live).

## Tracce
1. Spunta la Luna dal monte (feat. Tazenda) – 3:58
2. Acqua limpida – 3:30
3. Sabato – 4:18
4. Canto di vittoria – 3:50
5. Dal vero – 3:39
6. Pescatore – 4:11
7. Certi momenti – 4:41
8. I miei pensieri sono tutti lì – 4:22
9. A muso duro (dal vivo) – 5:20
10. Eppure soffia (dal vivo) – 2:57

Durata totale: 40:46